# Bob Dylan's Greatest Hits
| 전문가 평가   | 전문가 평가 |
| 평가 점수     | 평가 점수   |
| 출처          | 점수        |
| ------------- | ----------- |
| AllMusic      | [ 1 ]       |
| Rolling Stone | [ 2 ]       |

《Bob Dylan's Greatest Hits》는 미국의 싱어송라이터 밥 딜런이 1967년 3월 27일, 컬럼비아 레코드에서 발매한 첫 번째 컴필레이션 음반이다. 이 음반에는 1967년까지 딜런이 누렸던 톱 40 싱글이 수록되어 있다. 미국의 빌보드 200 차트에서 10위를 차지했고, 영국 음반 차트에서 3위로 올라섰다. 미국 음반 산업 협회에 의해 5배 플래티넘 인증을 받은 이 음반은 미국에서 가장 많이 팔린 음반이다.

## 배경
《Bob Dylan's Greatest Hits》는 딜런이 1966년 5월, 《Blonde on Blonde》의 더블 음반과 그해 여름 그의 오토바이 사고 이후 처음으로 레코드에 모습을 드러냈다. 딜런의 최근 월드 투어가 끝난 이후 아무런 활동도 하지 않았고, 새로운 음반도 바로 눈앞에 보이지 않는 상황에서 (1975년 6월, 《The Basement Tapes》가 아직 몇 달이나 남았기 때문에 부분적으로 공개될 세션들) 컬럼비아는 딜런의 상업적 매력을 계속해서 활용하기 위해 새로운 작품이 나오기를 원했고, 그래서 딜런의 첫 번째 컴필레이션인 《Bob Dylan's Greatest Hits》를 발매했다.
《Bob Dylan's Greatest Hits》는 딜런의 1960년대 사실상의 싱글 모음집 역할을 한다. 〈The Times They Are a-Changin'〉, 〈It Ain't Me Babe〉, 〈Mr. Tambourine Man〉을 제외하면, 이 음반에 수록된 모든 곡은 1960년대 동안 미국에서 45rpm 싱글로 발매되었다. 몇몇 비싱글 곡들은 다른 그룹에 의해 커버되어 히트한 바 있다. 1963년에는 〈Blowin' in the Wind〉가 피터, 폴 앤 메리의 싱글로 발매되어 2위에 올랐고, 1965년에는 딜런 본인의 오리지널 버전이 영국에서 싱글로 발매되어 9위를 기록했다.
1965년 여름, 버즈는 축약된 로큰롤 버전의 〈Mr. Tambourine Man〉으로 1위를 기록했고, 터틀스는 포크 록 스타일로 편곡한 〈It Ain't Me Babe〉를 싱글로 발매해 8위를 차지했다. 〈Just Like a Woman〉 역시 맨프레드 맨에 의해 영국에서 10위 히트를 기록했다. 나머지 여섯 곡 모두 1965년과 1966년에 빌보드 톱 40에 진입했다. 〈Positively 4th Street〉는 이 모음집에서 유일하게 정규 음반에 수록되지 않은 싱글로, 《Highway 61 Revisited》 세션 중 녹음되었다. 한편, 1965년 독립 싱글로 발매되어 미국과 영국 양국에서 차트에 진입했던 〈Can You Please Crawl Out Your Window?〉는 이 컴필레이션에 포함되지 않았다.

## 커버 아트
《Bob Dylan's Greatest Hits》의 커버에 사용된 커버 사진은 1965년 11월 28일, 딜런의 워싱턴 D.C.에서 열린 콘서트에서 로울랜드 셔먼이 찍은 것이다. 밥 카토는 음반 커버의 디자이너로 1967년 그래미 어워드를 받았다. 오리지널 음반 패키지에는 딜런을 묘사한 밀턴 글레이저의 이제 친숙해진 "사이키델릭" 포스터도 포함됐다. 1971년 콘서트 포 방글라데시에서 찍은 것과 유사한 이미지는 《Bob Dylan's Greatest Hits Vol. II》에 선정되었는데, 딜런이 훨씬 더 많은 통제력을 가지고 있다. 컬럼비아 레코드의 수석 예술 감독인 존 버그는 딜런의 독특한 프로필과 헤어스타일 때문에 셔먼과 같은 백라이트 이미지가 효과가 있을 것이라고 인정했다. 그래미 어워드를 수상한 것은 그의 디자인은 물론 셔먼의 사진이었다.

## 곡 목록
모든 곡들은 밥 딜런에 의해 작사/작곡하였다.
| #  | 제목                              | 오리지널 발매                              | 재생 시간 |
| -- | --------------------------------- | ------------------------------------------ | --------- |
| 1. | 〈Rainy Day Women ♯12 & 35〉      | 《Blonde on Blonde》 (1966년)              | 4:40      |
| 2. | 〈Blowin' in the Wind〉           | 《The Freewheelin' Bob Dylan》 (1963년)    | 2:51      |
| 3. | 〈The Times They Are a-Changin'〉 | 《The Times They Are a-Changin'》 (1964년) | 3:16      |
| 4. | 〈It Ain't Me Babe〉              | 《Another Side of Bob Dylan》 (1964년)     | 3:38      |
| 5. | 〈Like a Rolling Stone〉          | 《Highway 61 Revisited》 (1965년)          | 6:12      |

| #  | 제목                            | 오리지널 발매                          | 재생 시간 |
| -- | ------------------------------- | -------------------------------------- | --------- |
| 1. | 〈Mr. Tambourine Man〉          | 《Bringing It All Back Home》 (1965년) | 5:31      |
| 2. | 〈Subterranean Homesick Blues〉 | 《Bringing It All Back Home》 (1965년) | 2:22      |
| 3. | 〈I Want You〉                  | 《Blonde on Blonde》 (1966년)          | 3:09      |
| 4. | 〈Positively 4th Street〉       | 비음반 싱글 (1965년)                   | 4:12      |
| 5. | 〈Just Like a Woman〉           | 《Blonde on Blonde》 (1966년)          | 4:53      |

## 인증
| 국가                                                                                         | 인증        | 판매량/출하량 |
| -------------------------------------------------------------------------------------------- | ----------- | ------------- |
| 캐나다 (뮤직 캐나다)                                                                         | 2× 플래티넘 | 200,000^      |
| 프랑스 (SNEP)                                                                                | 2× 골드     | 200,000*      |
| 네덜란드 (NVPI)                                                                              | 플래티넘    | 100,000^      |
| 영국 (BPI)                                                                                   | 2× 플래티넘 | 600,000       |
| 미국 (RIAA)                                                                                  | 5× 플래티넘 | 5,000,000^    |
| *판매량을 기반으로 한 인증 · ^출하량을 기반으로 한 인증 · 판매량+스트리밍을 기반으로 한 인증 |             |               |